# Ophiomyia buccata
Ophiomyia buccata este o specie de muște din genul Ophiomyia, familia Agromyzidae, descrisă de Friedrich Georg Hendel în anul 1931.
Este endemică în Austria. Conform Catalogue of Life specia Ophiomyia buccata nu are subspecii cunoscute.